# ایبوتنیک اسید
ایبوتنیک اسید (به انگلیسی: Ibotenic acid) با فرمول شیمیایی C5H6N2O4 یک ترکیب شیمیایی با شناسه پاب‌کم ۸۰۱۲ است. که جرم مولی آن ۱۵۸٫۱۱ گرم بر مول می‌باشد.